# Бригадун
Бригадун (англ. Brigadoon) — музичний фільм кіностудії Metro-Goldwyn-Mayer 1954 року випуску. Фільм був номінований на три премії «Оскар»: за найкращі декорації, найкращі костюми і найкращий звук.

## Сюжет
Двоє ньюйоркців, Джефф і Томмі відправляються до Шотландії. Заблукавши в горах, вони натикаються на село під назвою Бригадун, яке з'являється з туману в один і той же день кожні сто років. Селяни знаходяться в самому веселому настрої, і американці з задоволенням приєднуються до загальних танців і розваг.
Томмі закохується в чарівну сільську дівчину по імені Файона. Після цього йому доводиться вирішувати, чи повертатися в Нью-Йорк або залишитися зі своєю коханою на древній землі. Томмі піддається домовленостям Джеффа і вони повертаються в противне міське середовище, але Томмі не витримує міської суєти і повертається до Шотландії.
Сила його любові виявляється настільки велика, що він викликає сільце з іншого виміру, з порушенням графіка, не чекаючи чергових ста років. Щасливі закохані знову разом і пісня звучить в їх серцях.

## У ролях
- Джин Келлі — Томмі Олбрайт
- Ван Джонсон — Джефф Дуглас
- Сід Черісс — Фіона Кемпбелл
- Елейн Стюарт — Джейн Ештон
- Беррі Джонс — містер Ланді
- Хью Лейн — Гаррі Бітон
- Альберт Шарп — Ендрю Кемпбелл
- Вірджинія Болер — Жан Кемпбелл
- Джиммі Томпсон — Чарлі Чісхолм Делрімпл
- Тудор Оуен — Арчі Бітон